# Paketzustellanlage
Eine Paketzustellanlage war eine Einrichtung der Deutschen Post der DDR, in der Pakete zugestellt werden konnten. Die aus Schließfächern bestehende Anlage kann als Vorgänger eines Paketautomaten bezeichnet werden.
Paketzustellanlagen befanden sich sowohl in Großwohnsiedlungen der DDR als auch in ländlichen Regionen im öffentlichen Raum. In ländlichen Regionen waren die Paketzustellanlagen oftmals mit Briefzustellanlagen kombiniert. Bei letzteren handelte es sich um Sammelanlagen, die statt Hausbriefkästen benutzt wurden und in denen eine große Zahl Briefkästen von Einzelkunden zusammengefasst waren. Die Postkunden mussten oft lange Wege in Kauf nehmen, um täglich ihre Briefe abzuholen.

## Aufbau

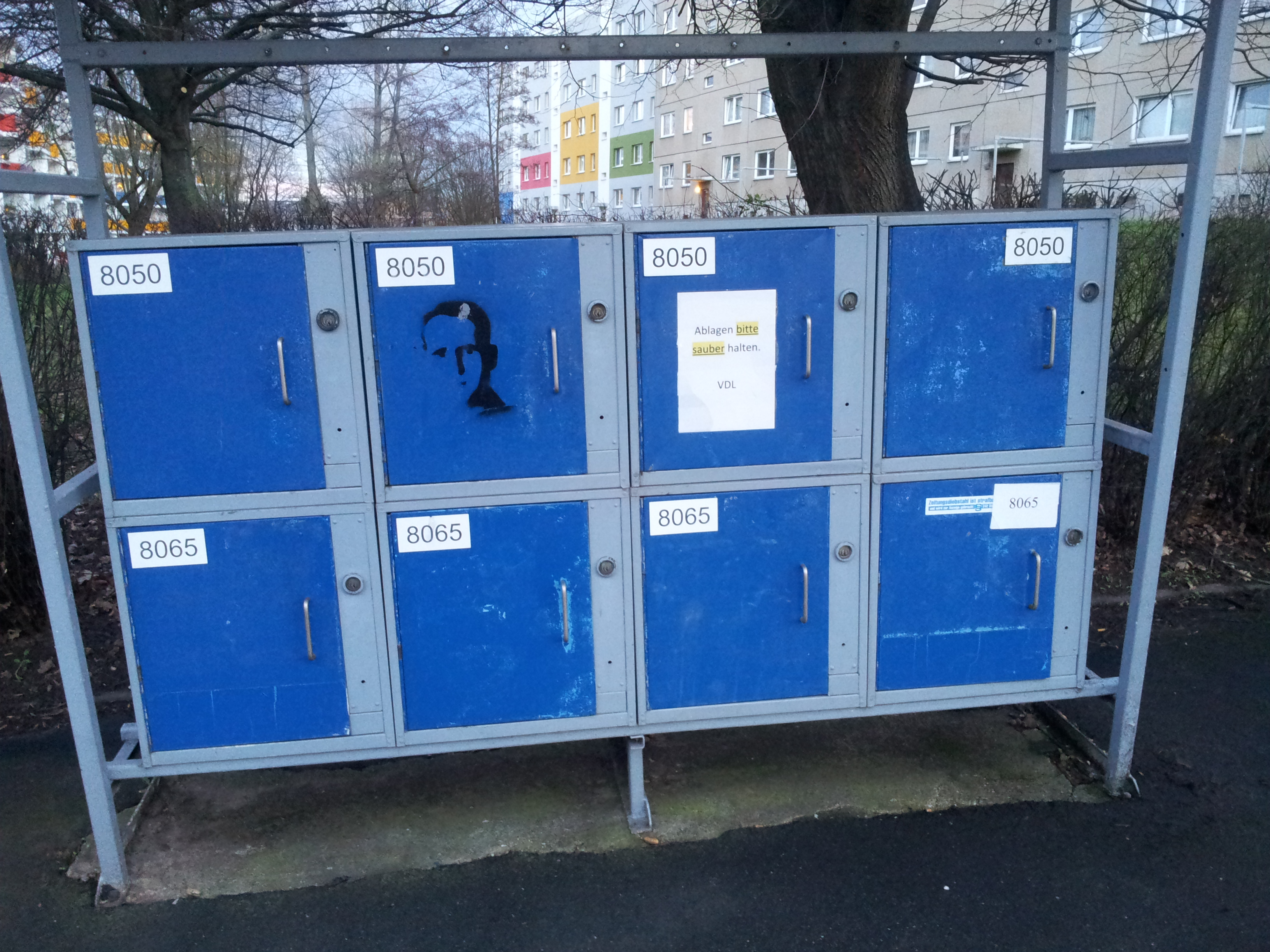
Ehemalige Paketzustellanlage, die zwischenzeitlich farblich und in der Nummerierung verändert wurde. Sie wird jetzt zur Verteilung von Regionalzeitungen verwendet.

Alle Paketfächer hatten eine Einheitsgröße und waren nur für Kleingutsendungen bestimmt.
6–18 Paketfächer wurden auf einem Gestell zusammengefasst. Auf jedem Paketfach befand sich eine Nummer, die sich aus der Nummer der Zustellanlage sowie der Nummer des Faches ergab.
Die Paketfächer wurden aus einem PVC-beschichteten Stahl (Handelsname EKOTAL-Plastisol) hergestellt und waren oftmals überdacht.
Die Paketfächer besaßen ein Hauptschloss für die Zusteller der Post sowie ein Fachschloss für den Empfänger. Beim Verlust des Fachschlüssels musste nur ein Einschub ausgetauscht werden.

## Funktionsweise
Die Paketsendung wurde von der Post in ein freies Fach der Paketzustellanlage eingelegt. Der Schlüssel des Faches wurde zusammen mit einem Umschlag in den Hausbriefkasten des Empfängers eingeworfen. Der Umschlag enthielt den Standort der Paketzustellanlage sowie die Nummer des Faches und diente gleichzeitig als Benachrichtigung. Der Empfänger schloss das Fach auf und entnahm das Paket. Der Schlüssel blieb stecken und konnte nicht durch Unbefugte entfernt werden. Freie Fächer waren dadurch für die Postmitarbeiter einfach erkennbar.

## Nach der Wiedervereinigung
Nach der deutschen Wiedervereinigung wurden die Paketzustellanlagen nicht weiter betrieben.
Das bundesdeutsche Nachrichtenmagazin Der Spiegel schrieb 1991 dazu: „Und ihre Pakete mußten sich die Ostbürger bei zentralen ‚Paketzustellanlagen‘ in den Stadtteilen abholen. Den unfreundlichen Brauch gibt es noch immer: Die blechernen Zustelldeponien bestehen aus Hunderten von Schließfächern. Der Briefträger überreicht nur einen Schlüssel.“